# Aberdare
Aberdare (/ˌæbərˈdɛər/ ab-ər-DAIR/ⓘ en galés Aberdâr) es un pueblo industrial en el condado municipal de Rhondda Cynon Taf en el distrito de Glamorgan, Gales del Sur, situado en la confluencia (como indica el nombre) de los ríos Dâr y Cynon. Se encuentra a 4 millas al suroeste de Merthyr Tydfil y a 24 millas al noroeste de Cardiff. De ser, a principios del siglo XIX, una simple villa en un distrito agrícola, el lugar creció rápido en población debido a la abundancia de carbón y de hierro, y la población de toda la parroquia (que para 1801 era de tan solo 1486) se incrementó diez vez durante la primera mitad del siglo. Desde entonces ha decaído, debido a la pérdida de la mayor parte de la industria pesada.
Las fundiciones fueron abiertas en Llwydcoed y Abernant en 1799 y 1800 respectivamente, seguidas por otras en Gadlys y Aberaman en 1827 y 1847. Estas dejaron de trabajar desde 1875. Después de esto, la industria metalúrgica fue representada por trabajos de hojalatería, pero para esta época la economía de la ciudad estaba dominada por la industria carbonífera. Hubo además varias empresas ladrilleras y cerveceras. Durante la segunda mitad del siglo XIX, fueron hechas diversas mejoras a la obra pública del pueblo, que se convirtió, a pesar de sus vecinas fábricas de carbón, en un placentero lugar para vivir